# フレデリク3世 (デンマーク王)
フレゼリク3世（Frederik III、1609年3月18日 - 1670年2月19日）は、デンマーク＝ノルウェーの王（在位：1648年 - 1670年）。外交ではスウェーデンとの戦争で苦戦を強いられ、領土の割譲を余儀なくされたが、内政では国民の人気を背景にデンマークに絶対主義をもたらした。

## 生涯

### 即位以前
デンマークとノルウェーの王クリスチャン4世と、ブランデンブルク選帝侯ヨアヒム・フリードリヒの娘アンナ・カタリーナの息子として、シュレースヴィヒ公国のヘダアスレウで誕生した。長男ではなかったことが、将来に深く影響することとなる。
少年期から青年期にかけて、フレデリクにはデンマーク王位に就く見込みはまったくなく、父王のドイツにおける勢力拡大手段として利用されることになる。まだ少年の時にブレーメン司教、フェルデン司教、そしてハルバーシュタットの司教補に次々に就任する。18歳の時にはシュターデ要塞の主任司令官となった。従って、早い時期から行政官として相当の経験を積んでおり、同時にその教養教育においても、入念かつ徹底的な教育が行われた。フレデリクはその人生において、常々文学と科学の愛好をはっきりと表明している。
1643年10月1日、カレンベルク侯ゲオルクの娘で又従妹にあたるゾフィー・アマーリエと結婚する。彼女のエネルギッシュで情熱的かつ野心的な性格はフレデリクの運命だけでなく、デンマークの運命に深く影響を及ぼすことになる。
1643年から1645年のトルステンソン戦争中に、フレデリクは父によって公爵領の司令官に任命されたものの、主にデンマーク軍を指揮した司令官アンデシュ・ビレ（Anders Bille）伯爵との不和のために、これといった功績を挙げることができなかった。この事件はフレデリクとビレとの間に生じた最初の衝突であったが、フレデリクはこれ以降、ビレに対して極度の不信を抱き続けることになる。
1647年6月、兄クリスチャンが死去すると、フレデリクが王位に就く見込みが開けたが、1648年2月28日に父が死去した時にも王位継承者の問題は未決着であった。既に縮小していた国王大権をさらに削減する内容の憲章（Håndfæstning）にフレデリクが署名したことで、ようやく7月6日になってフレデリクは臣下たちの忠誠の宣誓を受けることができたのである。当初は、彼が王位を継ぐことが許されるか危うかったものの、フレデリクは課されたこの条件をあっさり受け容れ、枢密院（Rigsraad）の最後のためらいを払拭した。
新しい君主はほとんど笑わず、言葉少なく、書くことは更に少ないという、前王クリスチャン4世とは著しく対照的な、無口で謎めいた王であった。しかし、直情的で陽気な父王の明るさを欠く代わりに、中庸、冷静、自己抑制というすぐれた性質を持っていた。熱心な蔵書家でもあり、1648年ごろにはデンマーク王立図書館を創設している。
治世の最初の数年は、王国内で最も力を持つ2人の人物、すなわち義理の兄弟であるコルフィッツ・ウルフェルト（Korfits Ulfeldt）とハンニバル・セヘステッド（Hannibal Sehested）に対する密かな抵抗に捧げられ、遂に1651年に2人を王室から追い出すことに成功した。ウルフェルトはスウェーデンへ亡命して国賊となり、一方のセヘステッドは1660年に名誉回復を遂げた。

### スウェーデンとの戦争と敗北
フレデリク3世は才能豊かであったが、それでも自身の、また自国の限界を完全に理解してはいなかった。1654年6月6日にスウェーデン王カール10世が即位すると、カール10世の性格と方針からして、彼が好戦的な王になることを感じ、これがデンマークにとって脅威となることを見抜いてはいたが、スウェーデンがまずどの方面から攻撃を開始するかは不明であった。
1656年、スウェーデンはポーランドのヴァーサ王朝を下し、王位継承問題を力で粉砕させた（大洪水時代）。これを見たオランダはスウェーデンへ宣戦布告を行った。カール10世によるポーランド侵略は、デンマークにとって潜在的な危険をはらんでいたものの、胸をなで下ろす出来事でもあった。その後、スウェーデンがポーランドで孤立し、追い立てられると、フレデリク3世は好機到来とばかりにスウェーデンと断交し、宣戦布告することを決意した。1657年2月23日に開催されたデンマーク議会（Rigsdag）は、相当額の軍事費を支出することを快く決定し、4月23日にフレデリク3世は枢密院の過半数からスウェーデン領ドイツを攻撃することへの同意を受けた。5月初旬に留保中であったスウェーデンとの交渉は打ち切られ、6月1日、フレデリク3世は宣戦布告書に署名した。ただし、これが実際に布告されることはなかった。
しかし、カール10世はドイツからユトランド半島に侵攻し、瞬く間に占領した。フレデリク3世にとって幸運だったのは、首都コペンハーゲンがユトランド半島ではなく対岸のシェラン島にあったことであったが、それは気休めにしかならなかった。1658年1月、北海を大寒波が襲い、ユトランド半島とシェラン島の間の海峡が氷結し、カール10世は1月から2月にかけて氷結したリレ海峡とストレ海峡を渡海し、敵軍の裏を完全にかいたのである。カール10世の行ったこの作戦は後年「氷上侵攻」と呼ばれる。前代未聞のこの作戦がデンマークに与えた衝撃は大きく、フレデリク3世は即座に戦意を喪失し、戦わずに降伏した。
1658年2月26日、コペンハーゲン西部のロスキレでロスキレ条約が結ばれた。カール10世はイングランドとフランスの説得に応じてデンマーク併合はあきらめたものの、フレデリク3世はスコーネ、トロンハイム地方、ボーンホルム島を割譲させられた。特にスコーネ地方の割譲はデンマークにとって痛手であった。これにより、デンマークの人口はスウェーデンの半分に減少させられることとなった。和議締結直後の3月3日から5日にかけて、フレデリク3世は征服者であるカール10世をフレデリクスボー城へ招待し、豪華な饗宴でもてなした。2人の王の親しさは、その後の平和を約束するかに見えた。

### コペンハーゲン包囲

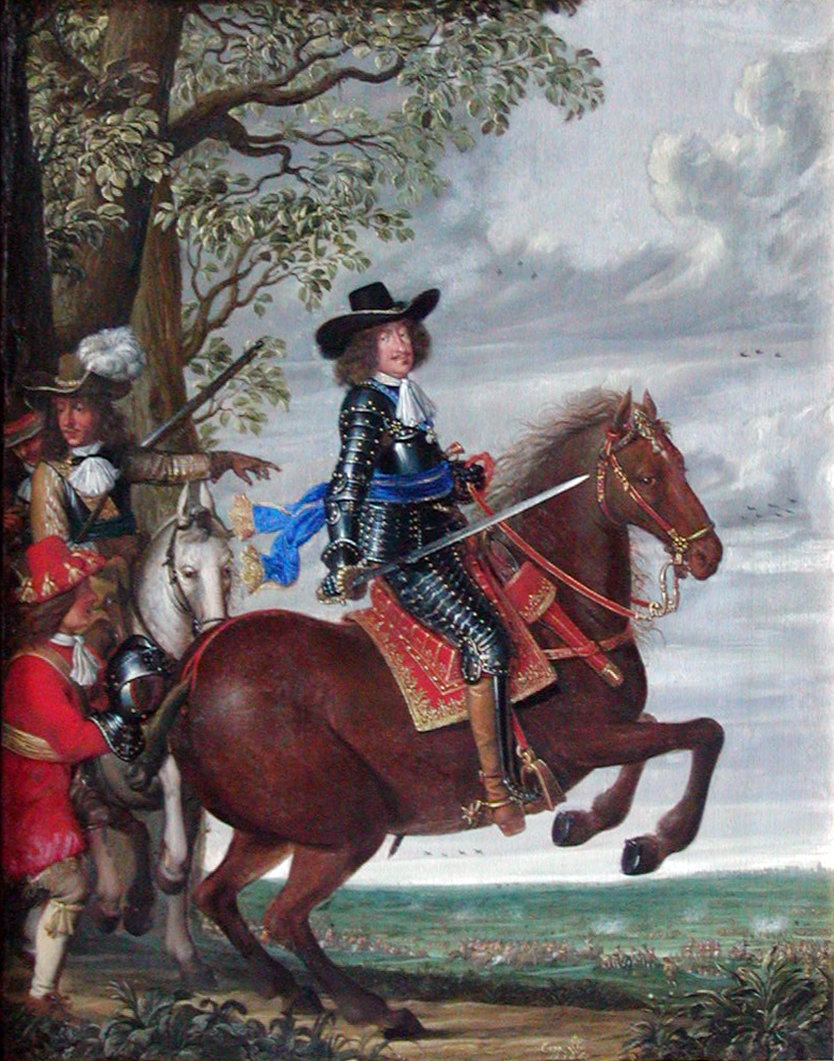
フレデリク3世の騎馬像

しかし、フレデリク3世がオランダに接近を図ると、デンマークへ対する不信感を消すことのできないカール10世は、その飽くなき征服欲と相まって、正当な理由付けも宣戦布告もなしに翌1659年、再びデンマークへ侵攻した。7月17日にスウェーデン軍本隊がシェラン島のKorsørへ上陸すると、デンマークは再び恐慌状態に陥った。誰もこのような攻撃を予測しておらず、首都コペンハーゲンの守りはとても充分とは言えないものだった。
しかしフレデリク3世は、逃避を勧めた顧問官たちに対して「私は私の巣で死ぬ」（"dø i sin rede"）と述べ、コペンハーゲンの死守を命じた。8月8日、首都住民の全階層の各代表者により徹底抗戦が叫ばれ、市長ハンス・ナンセン（Hans Nansen）率いる市民も国王への揺るがない忠誠とコペンハーゲン死守の意志を示した。防御線には当初2000人の兵しかあたっていなかったが、カール10世は防御線が整っていなかったコペンハーゲンへの強襲作戦を退け、包囲戦を採るというミスを犯した。9月の初めまでに防御壁の破れは全て補修されて大砲が備えられ、兵は7000人に増員された。この戦闘によって両国は著しい戦死者を出し、凄惨を極めたが、同時期にスコーネでも反乱が起きたため、スウェーデンはコペンハーゲンを攻め切れなくなった。
このような堅い防御にあって、カール10世は当初の目的を変更せざるを得ず、首都包囲戦を開始した。しかし、デンマークはオランダ、ブランデンブルク選帝侯フリードリヒ・ヴィルヘルム、そしてハプスブルク家の援軍を得て、同盟軍がユトランド半島に進駐した。10月29日、エーレスンドの戦いでカール10世は敗れ、オランダ軍によってデンマークは開放された。カール10世の野望は挫折し、フレデリク3世は窮地を救われた。しかしカール10世はスコーネに撤退し、そこで陣を張った。フレデリク3世の抵抗や同盟軍の反撃は成功したものの、カール10世に停戦の意志は全くなく、戦争も継続するかに思われた。
しかし1660年2月13日、カール10世は陣中で没し、北方戦争は終結した。5月27日にスウェーデンとデンマークはコペンハーゲン条約を結び、フレデリク3世はロスキレ条約によって失ったトロンハイム地方とボーンホルム島を返還させることに成功した（肥沃なスコーネ地方の割譲の代償）。そして、スウェーデンからの脅威も終焉した。この一連の対スウェーデン戦争を、デンマークでは「カール・グスタフ戦争」と呼んでいる。

### 絶対王政

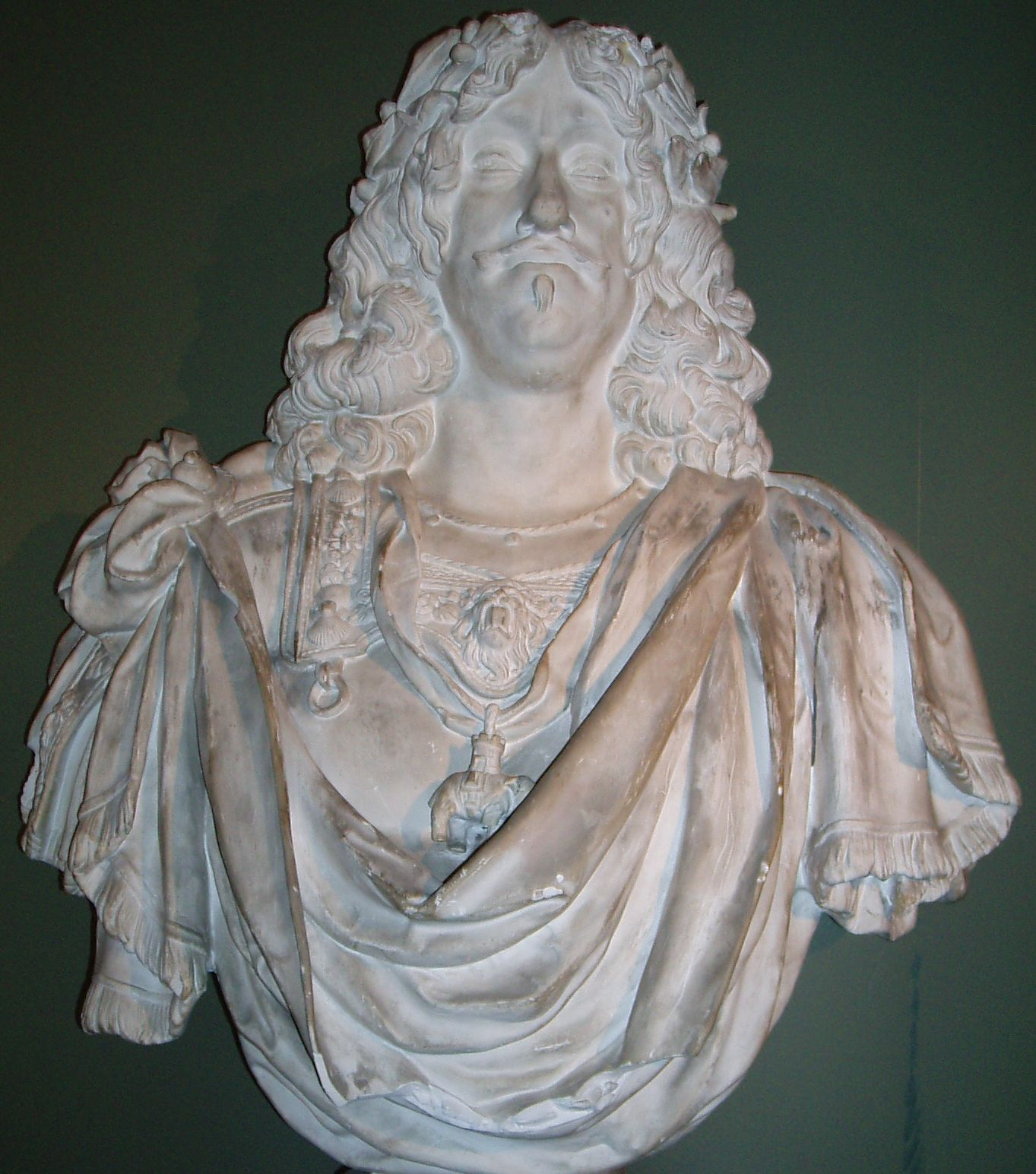
フレデリク3世の胸像

フレデリク3世が国全体を守るために見せた勇敢な姿は、中産階級に王に対する熱狂的人気を呼び起こした。そしてこの人気を利用して、フレデリク3世は1660年に革命を起こし、貴族の勢力を削ぎ、議会の同意を得て選挙王制から絶対王政に切り替えることに成功した。カール・グスタフ戦争で貴族勢力が積極的に協力しなかったことが国民の反感を買い、9月に召集された身分制議会で市民側が絶対王政を支持していたからであり、この状況を生かして10月に即位時に署名していた憲章も無効にして絶対王政に近付き、翌1661年1月10日に議会の諸身分が王に無制限の権力を保障する書類に署名、フレデリク3世は名実共に絶対君主となった。
治世の最後の10年間は、新しい絶対王政の確立と戦争からの回復に費やされた。中央省庁が次々と設立され行政が整備され、地方も貴族が長官となっていた従来の制度から中央政府が役人を地方長官として送り込み支配を浸透させる方法に切り替え貴族勢力を排除していった。1664年に土地課税に関する税制改革で財政も改められ、新しい人材が市民層から支配機構に呼び込まれ、ハンニバル・セヘステッドとクリストファー・ゲーベルとの間など、大臣と顧問官の間の敵対関係が生じた。1665年に絶対王政の「憲法」にあたるKongelovenが書かれ、絶対王政の明文化で支配体制が確立した。また自国の防衛に力を注ぎ、コペンハーゲンは要塞都市化され徴兵制も採用、財源が乏しい中で可能な限り国防増強が図られた。
1665年、フレデリク3世はオランダの東インド諸島から帰還したスパイス艦隊をイングランド艦隊の攻撃から援護し、オランダに恩を返す機会を得た。オランダ艦はノルウェーに難を逃れ、イングランドはフレデリク3世に対して、この船は彼の王国全てよりも価値があるといって、王自ら艦船を手中に収めるようそそのかした。フレデリク3世は実際、イングランドとオランダ艦を奪取する合意にまで達していたが、デンマーク艦がベルゲンにたどり着く前に、既にベルゲン要塞の指揮官がイングランド艦隊を駆逐していた（第二次英蘭戦争、en:Battle of Vågen）。
1670年、コペンハーゲン城にて60歳で死去し、ロスキルデ大聖堂に葬られた。息子のクリスチャン5世が後を継いだ。

## 子女
王妃ゾフィー・アマーリエとの間に、以下の子を儲けている。
- クリスチャン5世（1646年4月15日 - 1699年8月26日）
- アンナ・ソフィー（1647年9月1日 - 1717年7月1日） - 1666年10月9日、ザクセン選帝侯ヨハン・ゲオルク3世と結婚
- フレゼリゲ・アメーリエ（1649年4月11日 - 1704年10月30日） - 1667年10月24日、ホルシュタイン＝ゴットルプ公クリスティアン・アルブレヒトと結婚
- ヴィルヘルミーネ・アーネスティーネ（1650年6月21日 - 1706年4月22日） - 1671年9月20日、プファルツ選帝侯カール2世と結婚
- フレデリク（1651年10月11日 - 1652年3月14日）
- ヨアン（1653年4月2日 - 1708年10月28日） - 1683年7月28日、イギリス女王アンと結婚。カンバーランド公。
- ウルリゲ・エレオノーラ（1656年9月11日 - 1693年7月26日） - 1680年5月6日、スウェーデン王カール11世と結婚
- ドロテア・ユリイェーネ（1657年11月16日 - 1658年5月15日）

また、愛妾マルグレーテ・パペとの間に庶子ウルリク・フレデリク・ギュレンルーヴェ（1638年 - 1704年）をもうけた。